# Marie-Jane Pruvot
Marie-Jane Pruvot, nata Kerne (Pont-l'Évêque, 13 dicembre 1922 – Caen, 8 dicembre 2022), è stata una politica francese, membro dell'Unione per la Democrazia Francese ed europarlamentare dal 1979 al 1984.

## Biografia
Nata nel 1922, prima di entrare in politica Marie-Jane Pruvot lavorò come insegnante e preside.
Aderì all'Unione per la Democrazia Francese e venne eletta al Parlamento europeo in occasione delle europee del 1979. Fu membro della commissione per la gioventù, la cultura, l'educazione, l'informazione e lo sport, della commissione per la protezione dell'ambiente, la sanità pubblica e la tutela dei consumatori e della commissione per le relazioni economiche esterne.
Nell'aprile del 1980 esaminò il caso dei prigionieri politici scomparsi nel 1971 in Guinea, che secondo lei erano stati giustiziati durante un tentativo di golpe e propose una risoluzione al Parlamento europeo. Venne così invitata dall'allora presidente Ahmed Sékou Touré in Guinea per celebrare il fallimento dell'operazione Mare Verde.
Nel 1983 fu eletta sindaco di Andrésy, carica che rivestì per dodici anni. In segno di omaggio, anni dopo la città intitolò una strada a suo nome.
Marie-Jane Pruvot morì a dicembre del 2022, pochi giorni prima di compiere cent'anni.